# 88 км (колійний пост)
88 кіломе́тр — залізничний колійний пост Знам'янської дирекції Одеської залізниці.
Розташований біля села Малоконеве Компаніївський район Кіровоградської області на лінії Висоцьке — Тимкове між станціями Бобринець (16 км) та Седнівка (18 км).
Станом на січень 2020 року щодня дві пари дизель-потягів прямують за напрямком Знам'янка/Долинська — Помічна, проте не зупиняються.